# 什格
什格為中國清朝武官官員，本籍蒙古。什格於1808年（嘉慶13年）奉旨接替盧植  (清)，於台灣地區擔任台灣北路協副將。而隸屬台灣鎮之下的此官職是台灣清治時期中的這階段，台南以北之台灣中南部及北部的駐地最高武官將領。